# 여호와

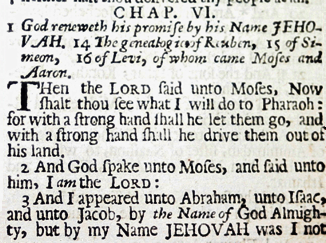
1611년 흠정역 성경의 출애굽기 6장 3절에 보이는 '여호와'라는 단어

여호와(영어: Jehovah, /dʒɨˈhoʊvə/ 로 발음)는 기독교의 신의 호칭을 가리키는 고유 명사로 영국식 언어의 표기 방식을 따른 것이다.
이것은 신명사문자 히브리어 יהוה를 모음화 음역한 것으로, 해당 4개 문자는 성경에 따르면 창조주가 사람들에게 밝힌 자신의 이름이다. 전통적인 마소라 본문에는 305번의 יֱהֹוִה(Jehovih)뿐 아니라 יְהֹוָה가 6,518번 나타난다. "여호와"와 비슷한 모음화를 사용한 최초의 라틴어 본문은 13세기로 거슬러 올라간다. 그래서 성경을 읽을 때 유대인들은 이를 ‘아도나이(나의 주님이란 뜻)’로 읽고, 천주교에서는 ‘야훼’, 개신교에서는 ‘여호와’라고 읽는다.

## 발음

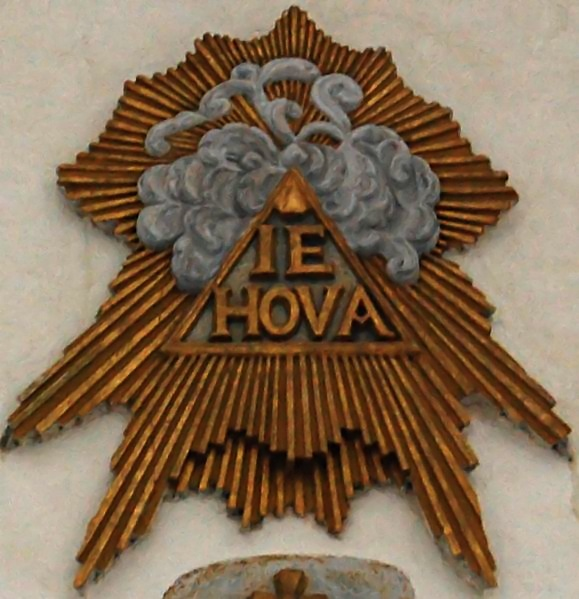
노르웨이 교회에 있는 이름: 여호와(Iehova).

테트라그라마톤(신명사문자)의 "여호와"라는 형태는 셈어와 그리스어 음성 문자와 초기 기독교 시대에서 입증되어 있는 것으로 추정된다. 다른 사람들은 "야훼"라는 발음이 초기 기독교 시대의 기독교와 이교도 본문에서 입증되어 있다고 말한다.
카라이트(karaite) 유대인들을 포함하여 "여호와"로 표기하는 것을 지지하는 일부 사람들은 랍비법에 따라 이름이 잘못 사용됨으로써 יהוה의 본래 발음이 확실하지 않음에도 다른 히브리 인명을 잘 정립해 놓은 영어 음역은 원래의 발음은 알 수 없는 여호수아, 이사야, 예수와 같이 일반적으로 받아들여 쓰이고 있다고 말한다. 어떤 이들은 테트라그라마톤이 원래 3음절일 가능성이 있었으며 그러므로 현대의 형태는 3음절을 취하고 있다는 결론을 바탕으로 "여호와"를 "야훼"보다 더 선호한다.
기원전 2~3세기 동안 발전한 유대 전통에 따라 테트라그라마톤은 기록은 되었지만 발음되지는 않는다. 읽을 때 대체되는 발음은 본문에 יְהֹוָה가 나타나는 신성한 이름을 대체한다. 19세기 히브리어 학자 게제니우스는 "아도나이"(Adonai, 주)와 "엘로힘"(하나님)이라는 이름을 대체하는 모음자는 이러한 대체 발음이 사용되었다는 것을 표시하기 위하여 마소라 본문에 의해 삽입되었다고 선언하였고 이러한 추측이 널리 통용되고 있다. יהוה가 아도나이 보다 앞서거나 뒤를 따를 때 마소라 본문은 엘로힘의 모음 부분을 테트라그라마톤으로 표기하여 놓았고 여기서 "엘로힘"으로 읽혔던 테트라그라마톤 יֱהֹוִה의 다른 모음화를 만들어냈다. 이러한 추론에 따라 여호와 יְהֹוָה라는 형태는 "혼성적인 형태"의 특징을 갖게 되었고 심지어는 "철학적 불가능"으로 묘사되기도 했다.
현대의 초기 번역자들은 테트라그라마톤 대신에 "아도나이"로 읽는 것을 경시하였다. 그 대신 회당의 두루마리를 제외하고는 본문의 4개의 히브리어 글자를 모음 부호와 합쳐 "여호와"라는 형태를 나타내게 하였다. 라몬 마르티와 같은 로마 가톨릭 저자들이 이미 사용한 이 형태는 종교 개혁의 번역문에도 널리 사용되었다. 1611년의 흠정역에서 "여호와"는 7번 등장하였다. 1901년 아메리칸 스탠다드 버전에서 "주님"(LORD)을 선호함에 따라 יהוה의 영어 번역을 그대로 사용하였다. 1771년 찬송가 "전능하신 여호와여"(Guide Me, O Thou Great Jehovah)와 같은 개신교 찬송가에도 이 용어가 사용되었다.

#### 히브리어 יְהֹוָה와 אֲדֹנָי의 모음 부호
여호와와 아도나이의 모음 부호는 아래 표와 같다.
| 히브리어 (Strong's #3068) YEHOVAH יְהֹוָה | 히브리어 (Strong's #3068) YEHOVAH יְהֹוָה | 히브리어 (Strong's #3068) YEHOVAH יְהֹוָה | 히브리어 (Strong's #136) ADONAY אֲדֹנָי | 히브리어 (Strong's #136) ADONAY אֲדֹנָי | 히브리어 (Strong's #136) ADONAY אֲדֹנָי |
| -------------------------------------- | -------------------------------------- | -------------------------------------- | ------------------------------------ | ------------------------------------ | ------------------------------------ |
| י                                      | Yod                                    | Y                                      | א                                    | Aleph                                | 성문 파열음                          |
| ְ                                       | Simple sheva                           | E                                      | ֲ                                     | Hataf patah                          | A                                    |
| ה                                      | He                                     | H                                      | ד                                    | Dalet                                | D                                    |
| ֹ                                       | Holam                                  | O                                      | ֹ                                     | Holam                                | O                                    |
| ו                                      | Vav                                    | V                                      | נ                                    | Nun                                  | N                                    |
| ָ                                       | Qamats                                 | A                                      | ָ                                     | Qamats                               | A                                    |
| ה                                      | He                                     | H                                      | י                                    | Yod                                  | Y                                    |

## 표기
여호와(Jehovah)는 하나님의 이름 4문자 히브리어 יהוה를 로마자로 YHWH·YHVH·JHWH·JHVH 등으로 표기하듯이 성경에 따르면 하나님이 사람들에게 밝힌 자신의 이름으로 알려져 있다. 표기의 혼란은 여기서 비롯되고 있다. 왜냐하면 하나님에 이름을 말하는 것은 십계명에 위배되어 정확한 표기와 발음은 전해져 내려오지 않아 어느것이 맞는지는 모른다. 따라서 야훼(Yahweh)라고 불리듯이 여호와는 성경에 나오는 하나님의 이름을 가리키는 고유 명사로 영국식 표기이기 때문인데 위처럼 정확한 이름을 알 수 없듯이 이름보다는'하나님'이라고 호칭하는 것이 더 합당하다고 보는 이유이다.
한글의 하나님은 유일한 신인 하나님을 표현한 것으로, 개신교에서는 '하나님'으로 표기하는 것이 일반적이다.

## 성경에서의 이칭
1. 야훼(여호와) : 항상 살아계시며 스스로 존재하시는 하나님 (출 3:14)
2. 엘 올람 : 영원하신 하나님 (사 40:28)
3. 엘 로이(רֳאִי) : 감찰하시는 하나님 (창 16:13)
4. 엘로힘 : 전능하신 하나님 (세상을 창조할 때에 부르던 이름)
5. 아도나이 : 주인 되신 하나님 (유대인들의 호칭)
6. 야훼 나케 : 벌하시는 하나님 (겔 7:9)
7. 야훼 닛시 : 야훼는 나의 깃발 (출 17:15)
8. 야훼 라파 : 치료하시는 하나님 (출 15:26)
9. 야훼 로이(רֹעִי) : 야훼는 나의 목자 (시 23:1)
10. 야훼 메카디쉬켐 : 거룩하게 하시는 하나님 (출 31:13, 레 20:8)
11. 야훼 사바욧 : 만군의 야훼 (시24:10)
12. 야훼 샬롬 : 야훼는 나의 평강 (삿 6:24)
13. 야훼 삼마 : 야훼가 거기 계신다 (겔 48:35)
14. 야훼 엘 게물로트 : 보복의 하나님 (렘51:56)
15. 야훼 이레 : 야훼께서 준비하신다. (창 22:13∼14)
16. 야훼 치두케누 : 야훼는 우리의 의 (렘23:6)
17. 야훼 체바오트 : 만군의 하나님 (삼상 1:3)

## 같이 보기
- 여호와이레
- 야훼
- 아도나이
- 나는 스스로 있는 자